# Abundance Salaou
Abundance Salaou (* 5. Juli 2004 in Abidjan) ist ein ivorischer Fußballspieler.

## Karriere
Abundance Salaou erlernte das Fußballspielen in der ivorischen Sangaré de Koumassi-Akademie. Der defensive Mittelfeldspieler wechselte anschließend in die Jugendabteilung von ASEC Mimosas.
2022 wechselte Salaou nach Schweden zu IFK Göteborg. Am 28. September 2022 debütierte er für den schwedischen Erstligisten am 20. Spieltag beim 2:0-Heimsieg gegen IK Sirius.